# مارتن أولسن
مارتن أولسن (بالدنماركية: Martin Olsen)‏ (22 نوفمبر 1894 – 9 يوليو 1971) هو ملاكم دنماركي راحل، مثّل بلاده في الألعاب الأولمبية الصيفية 1920.

## روابط خارجية
مارتن أولسن على موقع أوليمبيديا (الإنجليزية)